# Chantal van Landeghem
Chantal van Landeghem (n. 5 martie 1994, Winnipeg, Manitoba, Canada) este o înotătoare canadiană, medaliată olimpică. A participat la o ediție a Jocurilor Olimpice (2016) în care a câștigat o medalie de bronz.

## Participări
Lista de mai jos prezintă principalele competiții la care a participat Chantal van Landeghem de-a lungul carierei.
- Natação nos Jogos Olímpicos de Verão de 2016 - Revezamento 4x100 m livre feminino[*]